# خوسه رودریگس (بازیکن فوتبال، زاده ۱۹۲۲)
خوسه رودریگس (اسپانیایی: José Rodríguez‎؛ زادهٔ ۵ نوامبر ۱۹۲۲ - درگذشته نامشخص) بازیکن فوتبال اهل مکزیک است.
وی همچنین در تیم ملی فوتبال مکزیک بازی کرده‌است.